# Laiksjön
Laiksjön är en sjö i Dorotea kommun i Lappland och ingår i Ångermanälvens huvudavrinningsområde. Sjön har en area på 5,63 kvadratkilometer och ligger 292 meter över havet. Sjön avvattnas av vattendraget Bergvattenån (Fjällån).

## Delavrinningsområde
Laiksjön ingår i det delavrinningsområde (712528-153354) som SMHI kallar för Utloppet av Laiksjön. Medelhöjden är 338 meter över havet och ytan är 31,68 kvadratkilometer. Räknas de 39 avrinningsområdena uppströms in blir den ackumulerade arean 580,99 kvadratkilometer. Bergvattenån (Fjällån) som avvattnar avrinningsområdet har biflödesordning 4, vilket innebär att vattnet flödar genom totalt 4 vattendrag innan det når havet efter 258 kilometer. Avrinningsområdet består mestadels av skog (64 procent) och sankmarker (11 procent). Avrinningsområdet har 5,65 kvadratkilometer vattenytor vilket ger det en sjöprocent på 17,8 procent.